# Tv-program
Et tv-program er en tv-udsendelse med forskellig indhold, optaget med kamera i et tv-studie eller udenfor studiet, udsendt på fjernsyn for seerne.
Tv-programmer kan typisk deles i to overordnede slags: faktuelle programmer som nyhedsudsendelser, tv-reportager og journalistik, dokumentar, debat, kultur-programmer, folkeoplysning og undervisning til børn og voksne - samt i fiktive underholdningsprogrammer, herunder talkshows, morgen-tv, tv-shows, tv-serier, sitcoms, sæbeopera, musikvideoer, tv-film, tegnefilm og almindelige spillefilm, der kommer på tv efter de har været udsendt i biografer.
Tv-programmer udsendes med forskellig regelmæssighed og efter redigering, som foretages af tv-stationens redaktører og producere. Under redigering, klippes det optagede indhold i forskellige dele og tilrettelægges til et tv-program af forskellig tidslængde, for eksempel sættes 4 fem minutters klip sammen til et 20 minutters tv-program. Hvis tv-programmet optages i et studie, har det også såkaldte tv-værter til at præsentere eller at kommentere indholdet.
En sammenhængende række af afsnit af en bestemt slags tv-program kaldes en tv-serie, oftest skabt som underholdning, men også serier af faktuelle programmer såsom dokumentarer.

## Historie
Tv-programmer opstod som videreudvikling af radioprogrammer. Radiostationerne var statsejede og radioudsendelser var begyndt at blive udsendt i 1920erne. Derfor hed Danmarks første tv-station også Statsradiofonien, derefter Danmarks Radio, nu forkortet til DR. I løbet af 1920erne blev der udviklet programmer til radio, som blev de første tv-programmer, når DR også begyndte at sende tv i 1951: nyhederne Radioavisen der blev til TV-Avisen i 1965, vejrprogram, folkeoplysning som OBS, samt underholdning i form af koncerter (spillet af DR's Radiounderholdningsorkester). I starten sendte DR tv-programmer kun i en time, kun tre gange om ugen. De første tv-programmer i Danmark var også sendt fra Radiohuset, indtil tv-produktionen blev så stor, at DR byggede TV-Byen i 1960erne til formålet og derefter DR Byen med eget Koncerthus i 2009.
I USA var for eksempel sæbeoperaer først populær underholdning i radioen, sponsoreret af sæbeproducenter (deraf navnet på genren), som gik over til tv i 1950erne. Sponsorering af programmerne blev efterhånden udviklet til tv-reklamer, som især kommercielle tv-stationer benytter sig af. Tv-reklamer blev oprindeligt sendt mellem tv-programmerne, og nu om dage afbrydes tv-programmer og tv-shows til kortere eller længere segmenter af reklamer. Tv blev hermed ikke kun underholdningsmedie, men også en form for kommercielt vigtig reklamesøjle.

## Indhold
Underholdning udgør størstedelen af alle tv-programmer nu om dage, hvilket gør, at fjernsyn betragtes fortrinsvis som et underholdningsmedie. Faktuelle nyheder og aktualiteter udgør en mindre del af tv-programmer, hvor nyheder rapporteres dagligt i forskellige tidsintervaller, og af kortere længde i forhold til underholdningsprogrammerne og tv-film. 

Alt efter om tv-stationen er statsejet eller privat, lægges vægt på forskellig indhold af programmerne - kommerciel tv præges af de mest populære former for underholdning, sensationel journalistik og højst betalte tv-reklamer, mens statsejet tv kan udsende public service programmer, faktuelle nyheder og folkeoplysning. Dog kan statsejet tv også sende stærkt politisk prægede udsendelser, udøve statspropaganda gennem tv-programmerne og udøve statslig censur. Censur og ensidige politiske kampagner kan også udøves af kommercielle tv-stationer, for eksempel i USA censureres bandeord bort i tv programmerne.

## Specialiserede kanaler
I tidens løb har de forskellige genrer for tv-programmer udviklet sig så meget, at der blev skabt separate tv-kanaler af tv-stationerne til hver genre. Dette kan spores til opståelsen af amerikanske MTV i 1981, der til forskel fra andre tv-stationer udelukkendte sendte musikprogrammer, med optagelser af koncerter og derefter musikvideoer, skabt af musikstudier og kunstnere til denne nye form af musikmedie. 

Der findes nu tv-kanaler, hvor der kun udsendes nyheder og aktualitetsprogrammer døgnet rundt, såsom BBC World News, Al-Jazeera eller CNN; kulturkanaler med kulturprogrammer såsom DR2 eller Arte; musikkanaler som MTV, VH1 eller Viva; komediekanaler som Comedy Central, populære videnskabskanaler med sportsprogrammer som Discovery Channel, Animal Planet eller National Geographic, sportskanaler med sportsprogrammer døgnet rundt som Eurosport eller TV 2 Sport; børnekanaler med tegneserier og børneprogrammer som Nickleodeon eller Disney, madlavningsprogrammer som Food Network og meget andet.

## Øvrigt
Tv-programmer på dansk har fået navnet fra det daglige program, det vil sige planlægning af rækkefølge og indhold af radio-udsendelser og tv-udsendelser. På engelsk hedder tv-udsendelserne "tv-shows".
Udsendelserne er altid programmerede, det vil sige planlagt i forvejen før udsendelsen. Selv tv-udsendelser, der foregår live, det vil sige de sendes på samme tid, de optages på kamera og uden redigering, skal have tildelt en tidsramme og sendeflade fra tv-stationen, hvor de kan udsendes.